# 城固県
城固県（じょうこ-けん）は中華人民共和国陝西省漢中市に位置する県。

## 行政区画
- 街道:博望街道、蓮花街道
- 鎮:竜頭鎮、沙河営鎮、文川鎮、柳林鎮、老荘鎮、桔園鎮、原公鎮、上元観鎮、天明鎮、二里鎮、五堵鎮、双渓鎮、小河鎮、董家営鎮、三合鎮